# 吉田康則
吉田 康則（よしだ やすのり、1969年10月3日- ）は元自転車競技選手。
三菱化学物流レーシング在籍時代の2001年、岩手県紫波町にある、紫波自転車競技場で開催された第4回全日本自転車競技選手権大会・ケイリン種目において、本職ともいうべき競輪選手たちを相手に優勝を果たした。なお、2010年現在、同大会同種目において、競輪選手以外の選手が優勝した事例は、この年だけである。また、2004年の同大会同種目においても2位に入っている。
現在は岡山県倉敷市で自営。